# 枫原万叶
楓原萬葉是米哈遊開發的電子遊戲《原神》中的虛構角色，角色於遊戲2021年更新的1.6版本中登場。他被設定為遊戲中虛構國家稻妻的浪人武士。楓原萬葉的設計理念包括「武士道」的「名」、「忠」等精神，也參考了《萬葉集》和日本傳統的武士形象。
楓原萬葉是《原神》中最受歡迎的男角色之一，角色設定體現豐富的日本動漫元素和濃厚的文化內涵。角色劇情塑造受到評論員的讚賞。角色戰鬥玩法最初風評不佳，後來副核心輸出能力得到玩家和評論員認可。

## 創作及設計
楓原萬葉最早出現在2021年5月28日《原神》1.6版本前瞻特別節目中。米哈遊於6月7日釋出角色立繪；6月23日釋出角色預告片《月下風來》；6月27日釋出角色玩法演示預告片《風流蘊藉》。楓原萬葉於《原神》1.6版本推出的主線劇情「振袖秋風問紅葉」中首次登場，是主線稻妻章節的主要角色。米哈遊於6月29日釋出楓原萬葉的玩家角色形態，還為其推出了專屬武器「蒼古自由之誓」。
在角色設定上，楓原萬葉來自失落的稻妻鍛刀世家「一心傳」楓原家。在楓原萬葉幼時就已經家道中落，父母相繼去世，萬葉則流浪天涯。楓原萬葉的角色設計理念為「武士道」的「名」、「忠」等精神，但同時也體現出中國武俠的「俠」、「義」等元素。楓原萬葉在戰鬥中吟詠的「可嘆落葉飄零」、「風共雲行」等詩句出自和歌集《萬葉集》。在日語配音中，楓原萬葉的口頭禪包括第一人稱謙辭「(sessha)」以及句尾作補助動詞的敬辭「(gozaru)」，也沿襲自日本傳統的武士形象。
據《遊戲日報》報導，楓原萬葉在設計之初曾被命名為「桐生萬葉」，或為避免日本虛擬偶像桐生可可相關爭議的影響而改名。
楓原萬葉的日語配音員為島崎信長。在訪談中，島崎信長表示，楓原萬葉在外表上看帥氣而夢幻，是個神秘脫俗、沉穩瀟灑、風流倜儻的孩子；但實際上跟他相處之後會發現他好奇心旺盛，意外的很幽默而且有些調皮。最初配音時島崎信長選擇更強調神秘、沉穩和風雅脫俗的特點，聽起來更加老成，但後來則逐漸感受到楓原萬葉孩子氣的特點。楓原萬葉在心態上既有達觀的一面，也有富有親近感的煙火氣和可愛感，島崎信長表示自己在配音演繹的時候有意識地去展現楓原萬葉的多面性。楓原萬葉的英語配音員為馬克·威頓（Mark Whitten），華語配音員為馬斑馬，韓語配音員為金信旴。

## 作品中表現

### 角色故事
楓原家為稻妻社奉行主管鍛刀世家「雷電五傳」之一的「一心傳」的傳承者。在數百年前，「雷電五傳」遭國崩報復而受滅頂之災，「五傳」傳至萬葉一代僅剩「天目傳」和「一心傳」存世。父母早逝、家道中落，楓原萬葉決定棄置祖宅、散盡家僕，浪跡天涯。在流浪的過程中，楓原萬葉獲得了神之眼，也結識了要好的友人。雷電將軍頒佈「眼狩令」、在全國範圍內收繳神之眼。萬葉目睹友人敗倒於雷電將軍「的一刀」之下，趁亂奪走了友人的神之眼，在社奉行神里綾人的幫助下出逃，成為璃月南十字船隊的一員。
在主線劇情的稻妻篇中，主角在楓原萬葉的口中瞭解到稻妻的近況，後萬葉陪同主角乘坐南十字號來到稻妻。之後，楓原萬葉與南十字船隊一起，作為雇傭兵加入了由珊瑚宮心海率領的反叛軍，與社奉行內應外合，攻入雷電將軍所在的天守閣。主角此時剛從天守閣中逃出，在天守閣門口遭遇雷電將軍的突襲。在千鈞一髮之際，楓原萬葉想起友人勉勵的話語「總會有地上的生靈，敢於直面雷霆的威光」，喚醒友人的神之眼，短暫地使用雙神之眼替主角接下了雷電將軍「無想的一刀」。
在遊戲2.6版本的活動劇情「菫庭華彩真說」中，在神里綾人和八重神子的暗中安排下，楓原萬葉與在節日「光華容彩祭」中結識的夥伴們結為調查小隊，一同探索「雷電五傳」的秘密。最終，楓原萬葉得知了「雷電五傳」失落的歷史真相，也瞭解到了家族與幕後黑手國崩的血海深仇。最終，楓原萬葉依舊選擇了放下「過去」，為「現在」而活。

### 角色玩法
楓原萬葉是五星風元素單手劍角色。楓原萬葉的元素戰技可以牽引並聚攏周圍的怪物，藉助風力原地起飛，從空中再發動下落攻擊。楓原萬葉的元素爆發則可以在周圍施展環繞的風元素劍氣，此劍氣若遇到水、火、冰、雷元素則可變為對應元素的劍氣，為戰鬥提供各種增益效果。

## 反響及評價
楓原萬葉是《原神》中最受歡迎的男角色之一，在玩家群體中具有較高人氣。在2022年和2023年楓原萬葉的卡池開放期間，《原神》多次在App Store登頂暢銷榜。玩家通過二次創作繪圖、製作動畫、角色扮演等方式表達對楓原萬葉的喜愛；日本一位工匠甚至還原了遊戲中楓原萬葉的武器「蒼古自由之誓」。

### 角色設定
在角色設定上，《香港01》評論員林卓恆表示，楓原萬葉集合了銀髮、美少年、浪人、日本刀等熱門日本動漫元素，待人溫厚、性情灑脫的性格也十分討喜。楓原萬葉的日語配音也富有魅力。遊戲葡萄主編灰信鸽則指出楓原萬葉的服飾和戰鬥技能都有楓葉元素，作為角色的代表符號，簡單而富有獨特性。卡特莉娜-克勞蒂亞·米胡（Catrina-Claudia Mihu）發表在《East-West Cultural Passage》上的研究論文探討了楓原萬葉戰鬥語音的英語，認為楓原萬葉的戰鬥語音具有詩意的流暢性，還表達了與自然環境和諧交融的韻味，具有濃厚的文化內涵。
在角色劇情方面，林卓恆稱讚楓原萬葉在稻妻主線劇情中的亮眼表現，接下雷電將軍「無想的一刀」更為名場面。林卓恆表示楓原萬葉是《原神》中立體程度數一數二的角色，在歷史背景、劇情遭遇上都有著力，在角色性格上也有細膩刻畫。遊戲陀螺則對遊戲2.8版本與楓原萬葉相關的活動劇情表示讚賞。遊戲陀螺表示，米哈遊通過三段式的箱庭迷宮，講述了楓原萬葉從童年到家道中落再到亡命天涯的三段人生經歷，敘事與玩法交織融合，讓遊戲體驗如行雲流水般暢快。三段迷宮用不同的環境體現從繁榮到衰敗的過程，記憶片的演出風格、極具影像藝術感的黑白濾鏡和剪影鏡頭、出色的鏡頭語言，讓視覺元素也成為了遊戲敘事的一部分，進一步豐滿了楓原萬葉的角色形象。雅虎新聞評論員顧茵也對遊戲2.8版本楓原萬葉的活動劇情表示認可。顧茵表示這段活動劇情以酸甜的懷舊之旅為基調，探索了楓原萬葉的充滿艱辛與苦難的悲慘人生故事。在故事的最後，楓原萬葉與自己迎來和解，接受了自己浪跡天涯的境遇和使命，而他過去的悲劇並不能阻擋他奔向自由、擁抱未來。正如每個人都有遺憾、渴望救贖，但過去不應該成為我們成長的枷鎖；我們可以自由選擇自己想成為的人。劇情的最後，楓原萬葉拾起了他父親的盆景愛好，在他的傳家盆景上栽下了假山和綠植，就像他父親生前那樣。

### 角色玩法
在《原神》1.6版本最初作為玩家角色登場時，楓原萬葉的戰鬥玩法風評不佳。據雅虎新聞報道，玩家最初將楓原萬葉比喻為「小砂糖」，而遊戲攻略製作者也並不看好萬葉的戰鬥能力。但當楓原萬葉的限時卡池結束後，楓原萬葉的風評反轉，玩家對楓原萬葉的能力有了更深的認識，遊戲實況主和攻略製作者也開始稱讚其為頂級角色。
當前，楓原萬葉的戰鬥玩法受到遊戲媒體的交口稱讚。PCGamesN、《香港01》、雅虎新聞、Screen Rant、Game Rant均稱讚楓原萬葉是《原神》中最頂尖、最值得入手的角色之一。《香港01》評論員林卓恆、Game Rant評論員都表示楓原萬葉具有極高的泛用型和功能性，也易於育成。林卓恆還直言楓原萬葉為「官方外掛」，有楓原萬葉和沒有楓原萬葉的戰鬥體驗差別巨大。Screen Rant評論員表示楓原萬葉作為副核心輸出角色能力出眾，可以對怪物造成可觀的傷害，同時也可以作為輔助角色為隊友進行「元素反應」提供強大的增益效果。《運動畫刊》評論員還稱讚了楓原萬葉的聚攏怪物的能力。雅虎新聞評論員顧茵則對楓原萬葉獨特且富有趣味的戰鬥玩法表示讚賞。

## 聯動
2022年9月19日，凯迪拉克与《原神》联动推出CT4和XT4車型的聯名痛車，以楓原萬葉和北斗為主題。2023年底，BANDAI SPIRITS推出《原神》主題的一番賞，首批商品包括以楓原萬葉為主題的原創掛畫等。2024年9月17日-29日，《原神》與麥當勞在美國地區開展聯動，推出限定蘋果派等套餐，聯動角色為楓原萬葉和北斗。2024年10月11日-31日，LINE Friends與《原神》合作推出的「原神minini」快閃店於台北松山文創園區與台中一中商圈開業，推出雷電將軍、神里綾人、神里綾華、楓原萬葉、珊瑚宮心海、宵宮及太郎丸的角色卡片、玩偶公仔等周邊。

## 外部連結
- bilibili上的《原神》枫原万叶角色PV——「月下风来」
- bilibili上的《原神》角色演示-「枫原万叶：风流蕴藉」
- bilibili上的《原神》拾枝杂谈-「枫原万叶：自在灵风」